# Juan José Asenjo

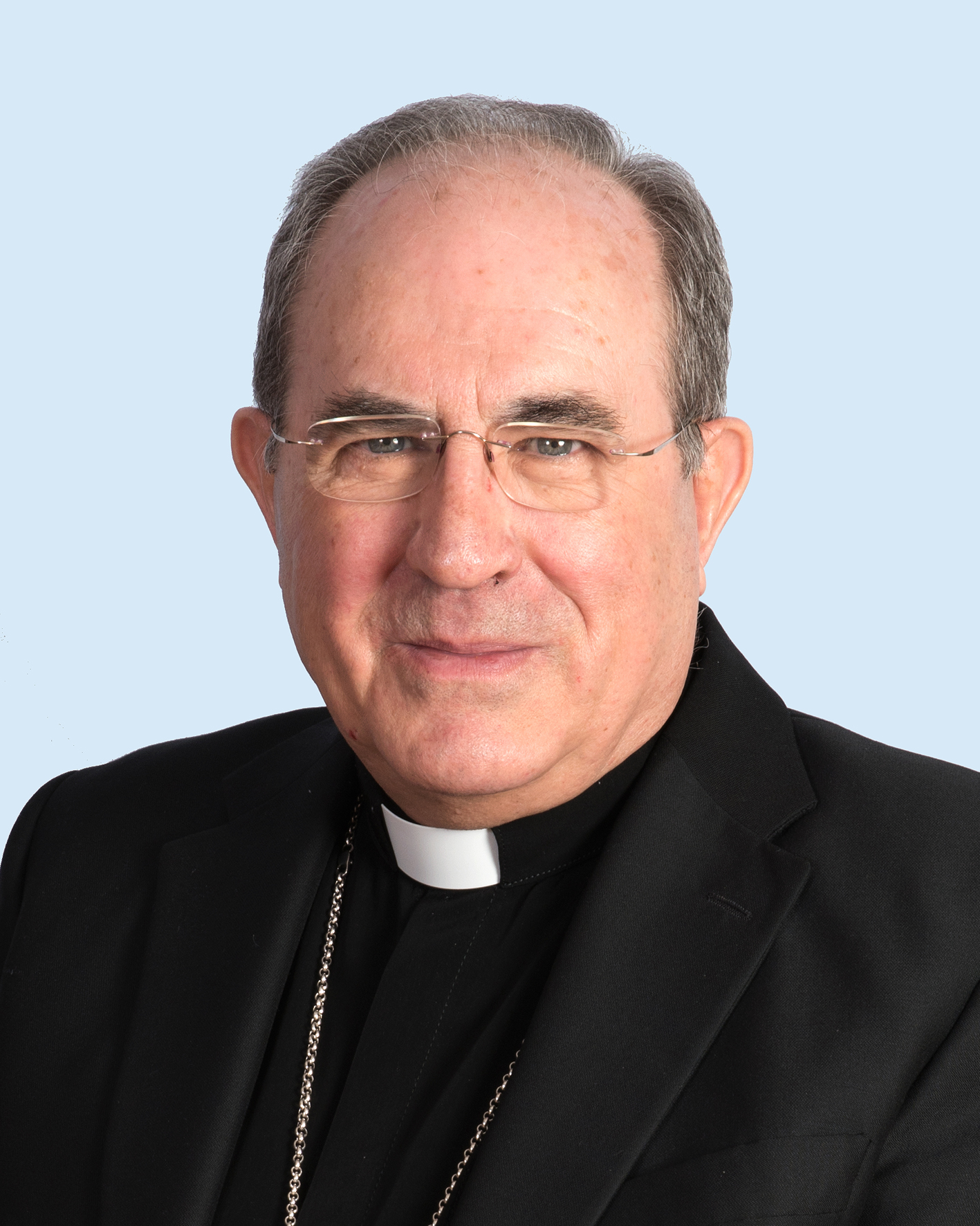
Juan José Asenjo (2017)

Wappen von Erzbischof Juan José Asenjo Pelegrina

Juan José Asenjo Pelegrina (* 15. Oktober 1945 in Sigüenza, Provinz Guadalajara, Spanien) ist ein spanischer Geistlicher und emeritierter römisch-katholischer Erzbischof von Sevilla.

## Leben
Juan José Asenjo Pelegrina studierte Katholische Theologie und Philosophie am Priesterseminar des Bistums Sigüenza-Guadalajara, für das er am 21. September 1969 das Sakrament der Priesterweihe empfing. 1971 erwarb er an der Theologischen Fakultät Burgos ein Lizenziat im Fach Katholische Theologie.
Von 1971 bis 1974 lehrte Juan José Asenjo Pelegrina Ekklesiologie und Kirchengeschichte am Priesterseminar von Sigüenza. Er war von 1974 bis 1977 Subregens des Priesterseminars von Sigüenza. 1977 wurde Asenjo für weiterführende Studien nach Rom entsandt. Er wurde 1979 an der Päpstlichen Universität Gregoriana im Fach Kirchengeschichte promoviert. Zudem erwarb Asenjo Pelegrina ein Diplom in Archivkunde und Bibliothekswissenschaft an der dem Vatikanischen Geheimarchiv und der Vatikanischen Apostolischen Bibliothek angeschlossenen Vatikanischen Bibliotheksschule. Von 1979 bis 1988 war Asenjo Direktor des Universitätsstandorts „Nuestra Señora de la Estrella“ in Sigüenza. Zudem war er von 1979 bis 1981 Direktor des Diözesanarchivs des Bistums Sigüenza-Guadalajara und von 1980 bis 1982 Delegat für Bildung. 1985 wurde Juan José Asenjo Kanoniker an der Kathedrale von Sigüenza und Delegat für die Kunst- und Kulturgüter des Bistums Sigüenza-Guadalajara. 1986 gründete er die Zeitschrift Abside. Von 1994 bis 1997 war er Vizerektor der Wallfahrtsstätte „Nuestra Señora de la Salud“ in Barbatona. Zudem war Asenjo Pelegrina von 1993 bis 1997 Vizesekretär der Spanischen Bischofskonferenz.
Am 27. Februar 1997 ernannte ihn Papst Johannes Paul II. zum Titularbischof von Iziriana und bestellte ihn zum Weihbischof in Toledo. Die Bischofsweihe spendete ihm am 20. April 1997 der Erzbischof von Toledo, Francisco Álvarez Martínez, in der Kathedrale von Toledo; Mitkonsekratoren waren der Bischof von Sigüenza-Guadalajara, José Sánchez González, und der emeritierte Bischof von Sigüenza-Guadalajara, Jesús Pla Gandía. Juan José Asenjo Pelegrina gab sich den Wahlspruch Ex Alto („Aus der Höhe“), der aus dem Evangelium nach Lukas (Lk 1,78 ) stammt. Zudem war Asenjo von 1998 bis 2003 Generalsekretär der Spanischen Bischofskonferenz. Am 28. Juli 2003 ernannte ihn Papst Johannes Paul II. zum Bischof von Córdoba. Die Amtseinführung fand am 27. September 2003 in der Mezquita-Catedral von Córdoba statt.
Am 13. November 2008 ernannte ihn Papst Benedikt XVI. zum Koadjutorerzbischof von Sevilla. Die Amtseinführung fand am 17. Januar 2009 in der Kathedrale von Sevilla statt. Am 5. November 2009 wurde Juan José Asenjo Pelegrina als Nachfolger von Carlos Kardinal Amigo Vallejo OFM, der aus Altersgründen zurücktrat, Erzbischof von Sevilla.
Papst Franziskus nahm am 17. April 2021 seinen altersbedingten Rücktritt an.

## Mitgliedschaften

### Spanische Bischofskonferenz
- 1997 bis 1998 Mitglied der Kommission für den Erhalt des kulturellen Erbgutes
- seit 2005 Präsident der Kommission für den Erhalt des kulturellen Erbgutes

### Römische Kurie
Juan José Asenjo Pelegrina ist Mitglied folgender Institutionen der römischen Kurie:
- Päpstliche Kommission für Lateinamerika (seit 2009)[5]

## Ehrungen
- 2003 Großkreuz des Ordens Isabel la Católica